# Mylestom
Mylestom – miasto w Australii, w stanie Nowa Południowa Walia.